# South Island (Kokosinseln)
South Island (englisch für Südinsel; malaiisch Pulau Atas ‚Obere Insel‘) ist die südlichste und östlichste Insel der zu Australien gehörenden Kokosinseln (Keelinginseln) im östlichen Indischen Ozean.
Die Insel gehört zum Atoll der South Keeling Islands. Mit einer Fläche von 3,63 km² ist sie nach West Island die bei weitem zweitgrößte Insel des Archipels. Sie ist allerdings unbewohnt. Sie liegt 944 südwestlich der nächsten indonesischen Insel, Enggano, und 1088 km vor der Küste Javas. Die ebenfalls australische Weihnachtsinsel liegt 956 km in westnordwestlicher Richtung.
South Island bildet den Südwestrand des Atolls, daher ist sie sehr gebogen. Während die Meeresseite eher gerade ist, durchgängig aus Strand besteht und nach einigen Metern steil abfällt, ist die Lagunenseite verzweigt und fällt nur sehr flach ab. Die Insel ist stark bewaldet. Direkt nördlich schließen sich neun kleinere Inseln an, die erste davon Middle Mission Isle, nach 4,3 km folgt die bewohnte Home Island. Zahlreiche winzige, meist längliche Inseln finden sich auf der Lagunenseite, nie mehr als 350 m vor der Küste. Im Westen liegen drei kleine Inseln vor der Küste (North Goat Island, East Cay und Burial Island), dann folgt ein 1,2 km breiter Kanal. Dahinter liegt eine weitere kleine Insel und, insgesamt 2,3 km von South Island entfernt, die Hauptinsel West Island. Im Norden steht des vermutlich einzige Haus auf der Insel. Im Westen befindet sich ein Campground.
Da die Kokosinseln üblicherweise zu Asien gezählt werden, weil sie deutlich näher vor der Küste Indonesiens als Australiens liegen, und South Island die südlichste Insel der Gruppe darstellt, ist sie die südlichste Insel Asiens und ihr südlichster Punkt bei 12° 12′ 32″ S, 96° 53′ 42″ O zugleich der südlichste Punkt Eurasiens. Zählt man die Kokosinseln nicht zu Asien, liegt der südlichste Punkt auf der indonesischen Insel Pamana, 134 km weiter nördlich. Zählt man jedoch auch die australischen Ashmore- und Cartierinseln zu Asien, die näher an Indonesien als an Asien liegen, so liegt der südlichste Punkt Asiens 36 km weiter südlich, auf der Cartier-Insel. Der nördlichste Punkt des australischen Festlandes, das Kap York, liegt 169 weiter südlich als South Island.